# Paracontias
Genre
Paracontias est un genre de sauriens de la famille des Scincidae.

## Répartition
Les quatorze espèces de ce genre sont endémiques de Madagascar.

## Liste des espèces
Selon The Reptile Database (29 mai 2016) :
- Paracontias ampijoroensis Miralles, Jono, Mori, Gandola, Erens, Köhler, Glaw & Vences, 2016
- Paracontias brocchii Mocquard, 1894
- Paracontias fasika Köhler, Vences, Erbacher & Glaw, 2010
- Paracontias hafa Andreone & Greer, 2002
- Paracontias hildebrandti (Peters, 1880)
- Paracontias holomelas (Günther, 1877)
- Paracontias kankana Köhler, Vieites, Glaw, Kaffenberger & Vences, 2009
- Paracontias mahamavo Miralles, Jono, Mori, Gandola, Erens, Köhler, Glaw & Vences, 2016
- Paracontias manify Andreone & Greer, 2002
- Paracontias milloti Angel, 1949
- Paracontias minimus (Mocquard, 1906)
- Paracontias rothschildi Mocquard, 1905
- Paracontias tsararano Andreone & Greer, 2002
- Paracontias vermisaurus Miralles, Köhler, Vieites, Glaw & Vences, 2011

## Publication originale
- Mocquard, 1894 : Reptiles nouveaux ou insuffisamment connus de Madagascar. Compte-Rendu Sommaire des Séances de la Société philomathique de Paris, sér. 8, vol. 6, no 17, p. 1-10 (texte intégral).